# Fossmotunet
Fossmotunet är ett norskt friluftsmuseum i Bardufoss i Målselvs kommun i Troms fylke. Det ingår i Midt-Troms Museum.
Fossmotunet ligger vid Bardufossen och är en gårdsbildning bestående av åtta gamla byggnader från olika platser i Målselv. Huvudbyggnaden Fossmostua var en del av den gamla Fossmogården, som byggdes 1822. Fossmotunet invigdes 1963 och bestod då av Fossmostua, brunnshuset och smedjan. 

## Byggnader
- Fossmogården byggdes ursprungligen av Ole Johnsen och Ingeborg Olsdatter, vars föräldrar var bland de första bosättarna i Målselv. Ole Johnsens föräldrar kom från Ringsaker och Ingeborg Olsdatters mor från Stor-Elvdal i Østerdalen och hennes far från Tretten i Gudbrandsdalen. Paret fick tillstånd för att bygga i Fossmo 1822. Fossmogården blev så småningom en storgård med laxfiskerättigheter i älven. På 1860-talet byggdes den så kallade "engelskmannstua". Den hyrdes ut till engelska laxfiskare. Fossmostugan var i bruk som boningshus till 1959.

- Fossmostua är vid sidan av brunnshuset den enda byggnad som ursprungligen stod på den gamla Fossmogården. Det antas att en del av byggnadsmaterialet hämtats från det första bostadshuset på Fossmoen från 1824. Fossmostue revs 1872 och återuppbyggdes med en tillbyggnad med en andra våning i närheten av den ursprungliga platsen. Huset användes som bostadshus till 1959.

- Ladugården från Sandeggen uppfördes på 1890-talet i Øvre Sandeggen i Kirkesdalen. Den är med 36,5 meters längd betydligt större än som då var vanligt i trakten. Ladugården var i bruk till 1964. Den flyttades 1982–1984 till Fossmotunet. Klocktornet på taket är en kopia av ett klocktorn från 1873 från ett bostadshus på Nedre Sandeggen.

- Smedjan har använts av smeden Jon Stengrimsen på Finbakken. Den flyttades till Fossmoen 1963.

- Härbret flyttades till Fossmotunet 1969 från Storbakken, som är prästgård i Målselv. Det byggdes ursprungligen 1854.

- Butiken, ”Koopen”, är Målselv kooperative Handelslags första butikslokal. Byggnaden uppfördes som snickarbod hos Ingbrigt Enoksen på Rognmo omkring 1900. Byggnaden var handelsbod mellan juni 1916 och november 1917 och har senare använts som boningshus. Huset revs 1981 och flyttades till Fossmotunet, där det inreddes som konsumbutik.

- Rognmo skole uppfördes i Nedre Rognmo 1900 och flyttades senare till Storskogmoen. Den var i bruk som skola där till 1963. Den revs 1976 och återuppfördes 1978 till Fossmotunet.